# Ерик (приток Боровой)
Е́рик (укр. Єрик) — река в Луганской области Украины, левый приток Боровой (бассейн Дона). Длина — 38 км, площадь водосборного бассейна — 332 км². Уклон 2,4 м/км. Долина трапециевидная, шириной до 2 км. Русло извилистое, шириной 4 м. Сток частично зарегулирован. Используется на орошение.

## Течение
Берёт начало к югу от села Попасного Новоайдарского района Луганской области. Вначале течёт на юг, у села Окнино поворачивает на западо-северо-запад. Впадает в реку Боровую с левой стороны, на территории города Северодонецка.
Протекает по территории Новоайдарского района, а также по территории города Северодонецка.

## Населённые пункты
- село Степной Яр
- село Окнино
- село Новоахтырка
- село Смоляниново
- село Александровка
- село Пурдовка